# Ministrowie spraw zagranicznych Chińskiej Republiki Ludowej
Ministrowie spraw zagranicznych Chińskiej Republiki Ludowej od 1949 roku:
| Nr | Nazwisko     | Od   | Do    |
| -- | ------------ | ---- | ----- |
| 1  | Zhou Enlai   | 1949 | 1958  |
| 2  | Chen Yi      | 1958 | 1972  |
| 3  | Ji Pengfei   | 1972 | 1974  |
| 4  | Qiao Guanhua | 1974 | 1976  |
| 5  | Huang Hua    | 1976 | 1982  |
| 6  | Wu Xueqian   | 1982 | 1988  |
| 7  | Qian Qichen  | 1988 | 1998  |
| 8  | Tang Jiaxuan | 1998 | 2003  |
| 9  | Li Zhaoxing  | 2003 | 2007  |
| 10 | Yang Jiechi  | 2007 | 2013  |
| 11 | Wang Yi      | 2013 | 2022  |
| 12 | Qin Gang     | 2022 | 2023  |
| 13 | Wang Yi      | 2023 | nadal |